# Episodi di Due ragazzi e una ragazza (seconda stagione)
La seconda stagione della sitcom statunitense Due ragazzi e una ragazza è andata in onda negli Stati Uniti dal 23 settembre 1998 al 26 maggio 1999.
| nº | Titolo originale                              | Titolo italiano | Prima TV USA      | Prima TV Italia |
| -- | --------------------------------------------- | --------------- | ----------------- | --------------- |
| 1  | Two Guys, a Girl and Someone Better           |                 | 10 marzo 1998     |                 |
| 2  | Two Guys, a Girl and a Vacation               |                 | 30 settembre 1998 |                 |
| 3  | Two Guys, a Girl and a Tattoo                 |                 | 7 ottobre 1998    |                 |
| 4  | Two Guys, a Girl and a Homecoming             |                 | 14 ottobre 1998   |                 |
| 5  | Two Guys, a Girl and an Elective              |                 | 21 ottobre 1998   |                 |
| 6  | Two Guys, a Girl and a Psycho Halloween       |                 | 28 ottobre 1998   |                 |
| 7  | Two Guys, a Girl and an Internship            |                 | 4 novembre 1998   |                 |
| 8  | Two Guys, a Girl and a Wedding                |                 | 11 novembre 1998  |                 |
| 9  | Two Guys, a Girl and Oxford                   |                 | 18 novembre 1998  |                 |
| 10 | Two Guys, a Girl and a Thanksgiving           |                 | 25 novembre 1998  |                 |
| 11 | Two Guys, a Girl and a Limo                   |                 | 9 dicembre 1998   |                 |
| 12 | Two Guys, a Girl and a Christmas Story        |                 | 16 dicembre 1998  |                 |
| 13 | Two Guys, a Girl and a Gamble                 |                 | 6 gennaio 1999    |                 |
| 14 | Two Guys, a Girl and a Proposal               |                 | 13 gennaio 1999   |                 |
| 15 | Two Guys, a Girl and Graduation               |                 | 3 febbraio 1999   |                 |
| 16 | Two Guys, a Girl and Valentine's Day          |                 | 10 febbraio 1999  |                 |
| 17 | Two Guys, a Girl and the Storm of the Century |                 | 17 febbraio 1999  |                 |
| 18 | Two Guys, a Girl and Ashley's Return          |                 | 10 marzo 1999     |                 |
| 19 | Two Guys, a Girl and a Fighter                |                 | 17 marzo 1999     |                 |
| 20 | Two Guys, a Girl and a Mother's Day           |                 | 12 maggio 1999    |                 |
| 21 | Two Guys, a Girl and Barenaked Ladies         |                 | 19 maggio 1999    |                 |
| 22 | Two Guys, a Girl and an Engagement: Part 1    |                 | 26 maggio 1999    |                 |